# Trzciano (województwo warmińsko-mazurskie)
Trzciano (niem. Eichwerder) – osada leśna w Polsce położona w województwie warmińsko-mazurskim, w powiecie nidzickim, w gminie Nidzica.
W latach 1975–1998 miejscowość administracyjnie należała do województwa olsztyńskiego.